# مايك سميث (سياسي)
مايك سميث هو سياسي كندي، ولد في 1965 في كندا. حزبياً، نشط في الحزب الليبرالي في نوفا سكوشا ‏.